# 雷普顿
雷普顿是英格兰德比郡的一个村庄和民政教区。 

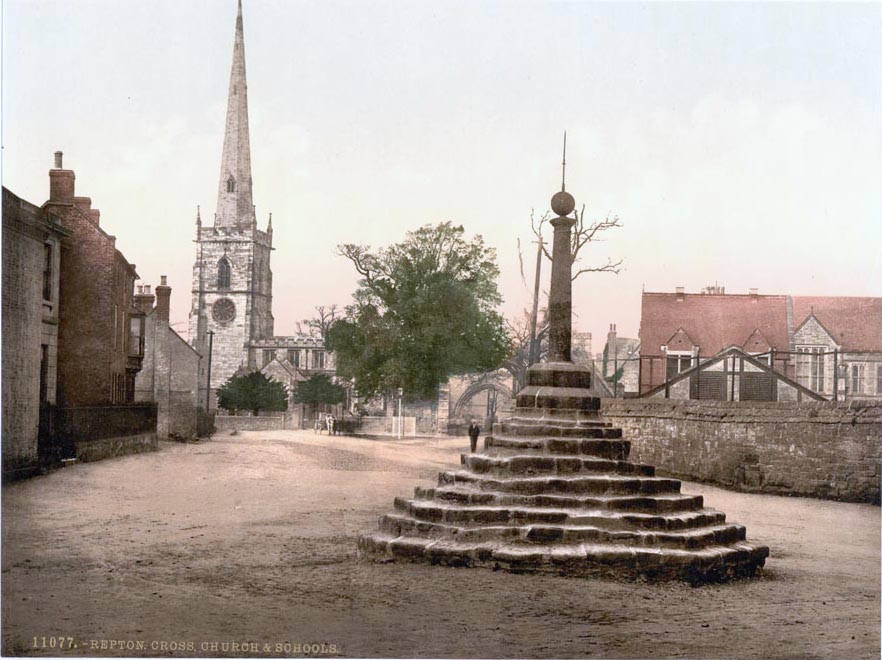
雷普顿

公元653年，部分麥西亞王國王室成员在雷普顿接受洗礼。 公元873-874年期間，异教徒大军在雷普顿过冬。 
雷普顿當地有一個教堂，教堂下方是地下聖堂，建于公元8世纪，是麦西亚王國王室的陵墓。